# 信义县 (隋朝)
信义县，中国古县名。
隋朝大业十三年（617年），析九门县置，治所在今河北省石家庄市藁城区西北，并属同时新置的九门郡（领九门县和信义县，唐朝武德元年（618年）九门郡改称观州）。武德五年（622年），信义县省入九门县，同时废除观州。